# 3398 Stättmayer
3398 Stättmayer è un asteroide della fascia principale. Scoperto nel 1978, presenta un'orbita caratterizzata da un semiasse maggiore pari a 2,2865265 au e da un'eccentricità di 0,2383741, inclinata di 24,16169° rispetto all'eclittica.
L'asteroide è dedicato all'astronomo tedesco Peter Stättmayer.